# Jegische Tadewosjan

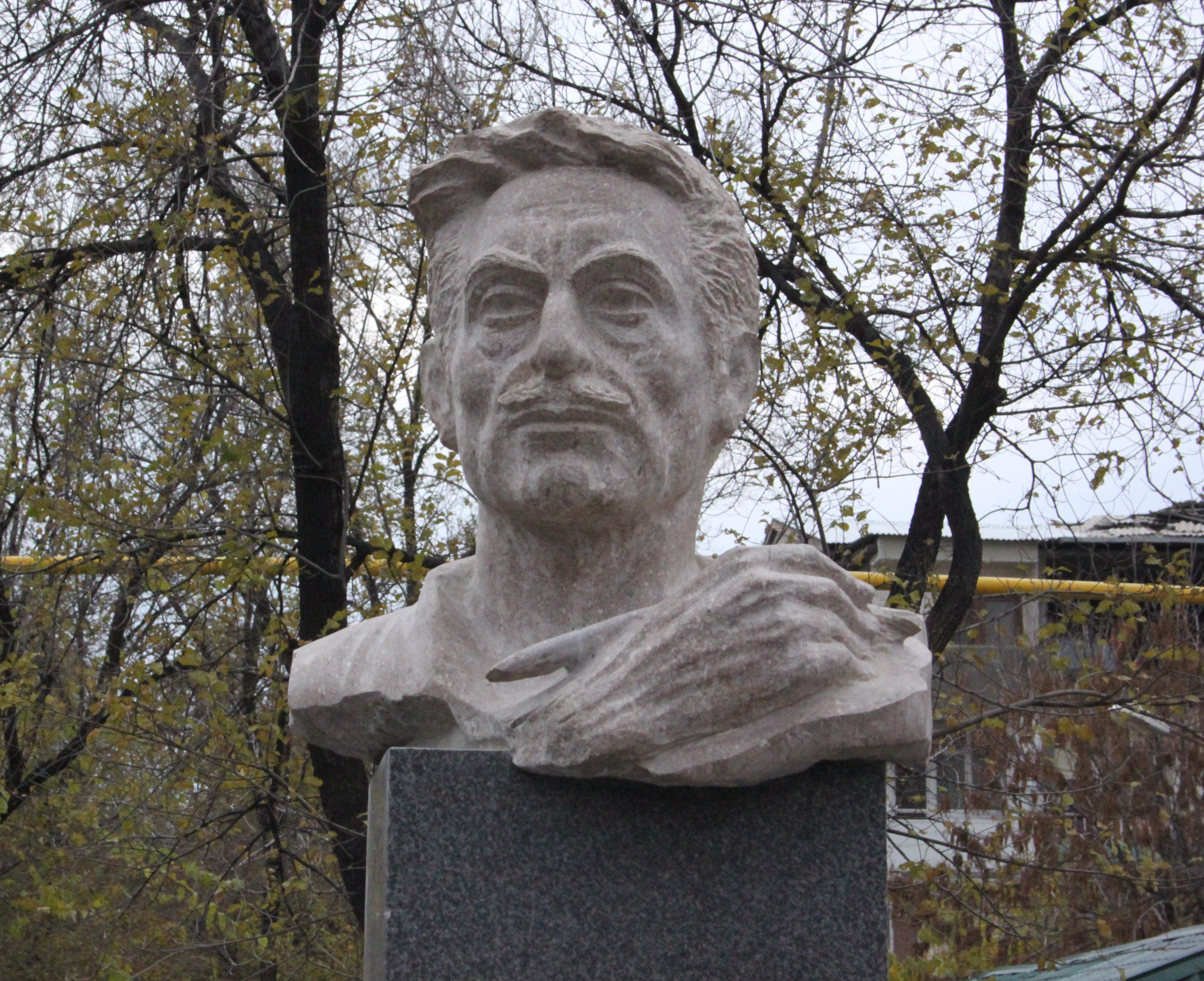
Jegische Tadewosjans Büste in Jerewan

Jegische Martirosi Tadewosjan (armenisch Եղիշե Մարտիրոսի Թադևոսյան, russisch Егише Мартиросович Тадевосян; * 24. Septemberjul. / 6. Oktober 1870greg. in Etschmiadsin; † 22. Januar 1936 in Tiflis) war ein armenisch-sowjetischer Maler.

## Leben
Tadewosjan besuchte in Moskau das armenische Gymnasium des Lasarew-Instituts für Orientalische Sprachen und studierte dann an der Moskauer Hochschule für Malerei, Bildhauerei und Architektur mit Abschluss 1894. Er beteiligte sich an den Ausstellungen der Genossenschaft der künstlerischen Wanderausstellungen, die sich für den Realismus einsetzte. Er war befreundet mit W. D. Polenow, den er 1898 auf einer Reise nach Palästina und auf weiteren Reisen in den Nahen Osten begleitete. Später beteiligte sich Tadewosjan an Ausstellungen der Mir Iskusstwa. Sein Schaffen stand unter dem Einfluss des Malers Wardkes Surenjanz.

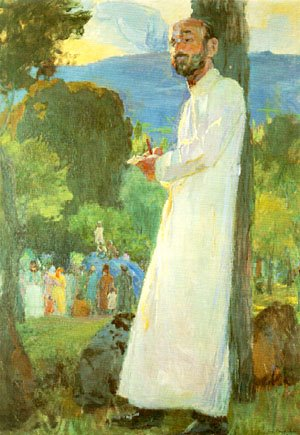
Komitas (1936)

1901 verließ Tadewosjan Moskau. Er ließ sich in Tiflis nieder und lehrte Malerei. Er wandte sich nun dem Pointillismus und Expressionismus zu. 1916 gründete er die Union der Künstler Armeniens und wurde ihr Leiter.
Tadewosjans Grab befindet sich im Jerewaner Komitas-Park und -Pantheon. Seinen Namen trägt die Kunstschule in Etschmiadsin. Seine Werke befinden sich in der Nationalgalerie Armeniens in Jerewan, im Staatliche Museum der Künste Georgiens in Tiflis, im Staatlichen Museum der Kunst der Völker des Ostens in Moskau, im Polenow-Museumspark in Polenows Heimatort Polenowo am hohen Ufer der Oka in der Oblast Tula und auch in Privatsammlungen.

## Ehrungen
- Verdienter Künstler der Armenischen SSR (1935)